# バグ・ナク

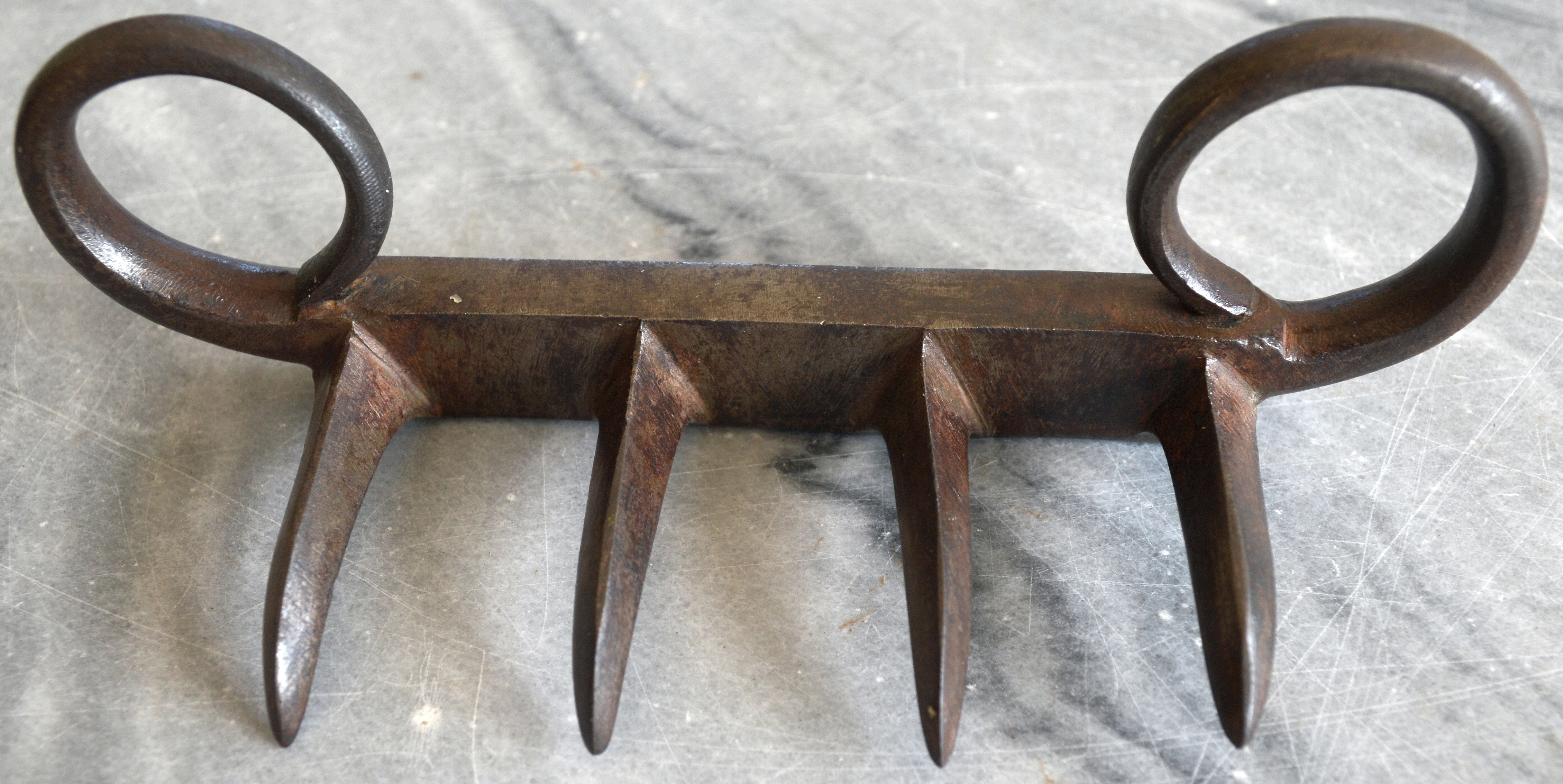
バク・ナク

バグ・ナク（Bagh nakh, ヒンディー語: बाघ नख [bäɡ̞ nɐkʰ]、ウルドゥー語:باگھ نکھ 、マラーティー語:वाघनख）は鉤爪に似た形状をしたインドの武器である。ヒンディー語で「虎の爪」を意味するこの武器は、手の内に隠せるほどの小型武器であり、盗賊や暗殺者が好んで使用した。

## 形状と用法

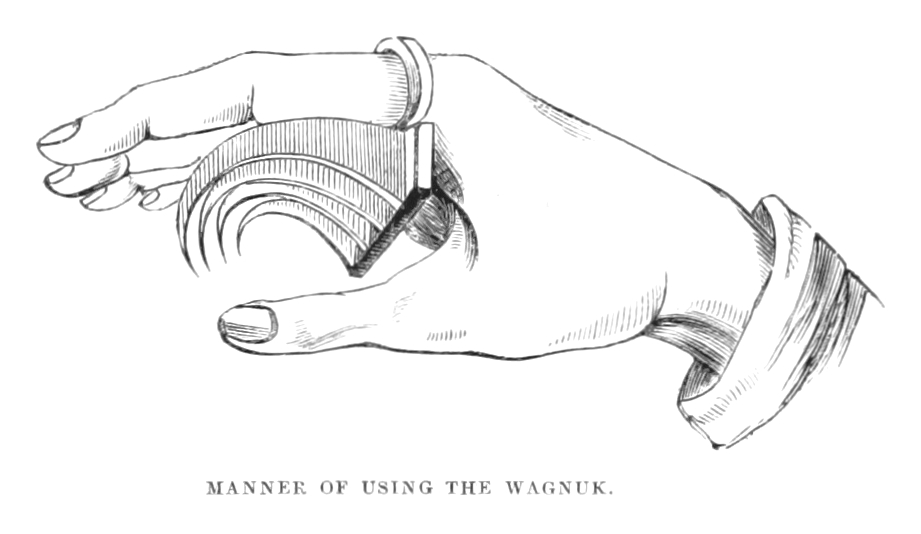
バグ・ナクを手にはめた状態

バグ・ナクは手の平に収まる大きさの鉄板に、鋭い鉤爪が4本あるいは5本ほど伸びている。鉄板の両端には輪っかがそれぞれあり、人差し指と小指にはめて使用する。
バグ・ナクで攻撃する時はまさに爪で引っ掻くように、手の平を相手に向け指先を曲げると、バグ・ナクの鉤爪が指の腹に乗って指先の力を込めることができる。バグ・ナクで引き裂かれた傷は複数の裂傷となり、治癒を困難とする。

## 歴史

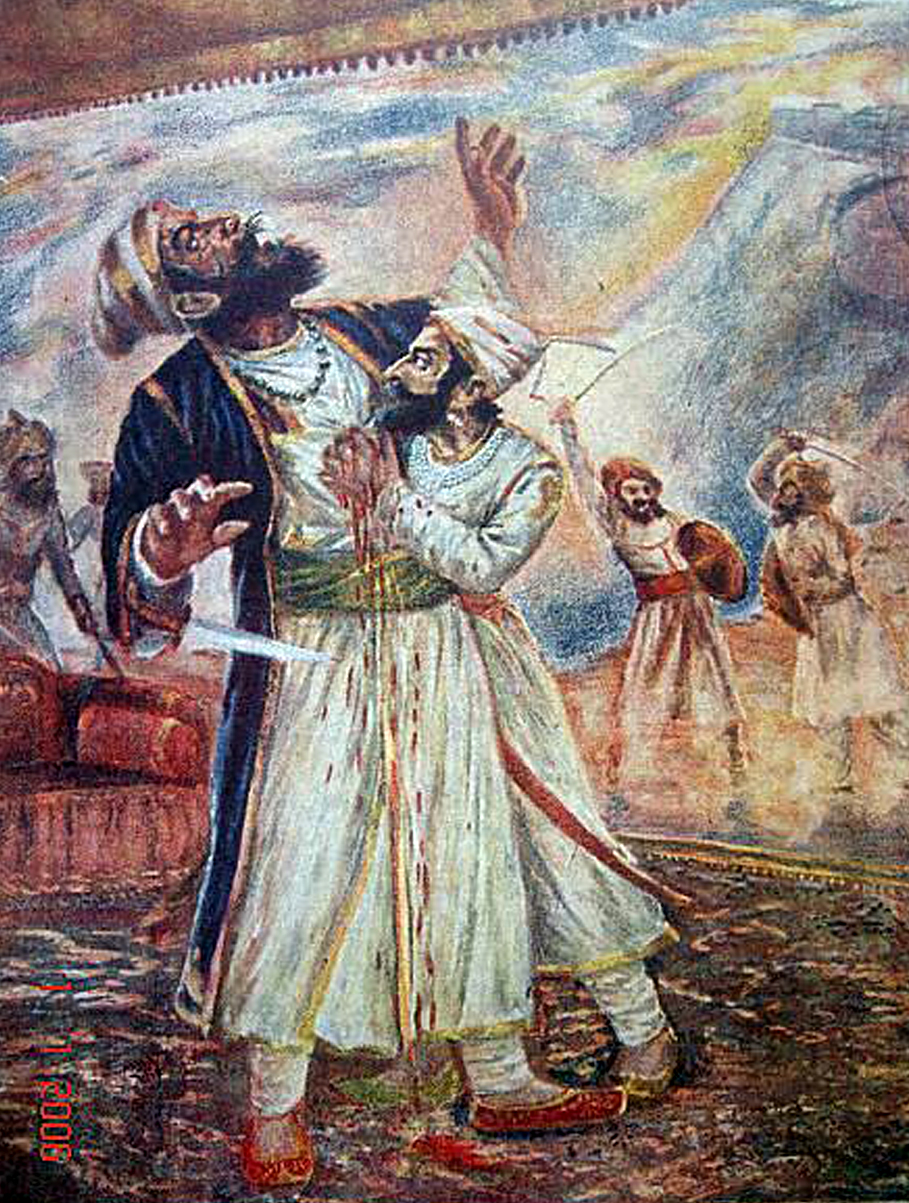
アフザル・ハーンの腹にバグ・ナクを食い込ませるシヴァージー

隠し武器という性質上、バグ・ナクがいつの頃に誕生したのかはっきりとした年代を特定するのは難しいが、ラージプートの暗殺者集団によって毒を塗ったバグ・ナクが使われだしたとされる。
バグ・ナクが歴史の表舞台に登場したのは、17世紀のマラーターの指導者にして、マラーター王国を創立したシヴァージーが使用した時である。ビジャープル王国から独立するべく、コンカン地方に一大勢力を築いていたシヴァージーらマラーター勢力に対して、1659年5月、ビジャープル王国はアフザル・ハーンを大将とする討伐軍を派遣した。居城を包囲されたシヴァージーは同年11月10日に降伏を装いアフザルと面会。アフザルに抱擁するそぶりを見せると手の平に隠し持ったバグ・ナクでアルザルの腹を裂き、怯んだ隙に懐の短剣でとどめを刺した。
シヴァージーが暗殺に用いるなど、盗賊や暗殺者の武器としてのイメージが強いバグ・ナクだが、「ナキ・カ・クスティ」（Naki ka kusti, 「クロー・レスリング」の意）と呼ばれる武闘試合において、バグ・ナクをはめた闘士同士の試合が行われており、その興行はイギリスの植民地下にある間も密かに続いていた。フランスの旅行家、ルイ・ルッスレ（1845～1929）は1864年から1868年の間インドを旅行しているが、64年にバローダー（現在のヴァドーダラー）で土地のラージャによって催されたナキ・カ・クスティの地下興行を記述している。
時代は下って第二次世界大戦後、分離独立を巡って激しい対立が起こったコルカタで、1946年11月10日にイスラム教指導者にしてパキスタン建国の父であるムハンマド・アリー・ジンナーが「直接行動の日」を呼びかけた。奮起したイスラム教徒が暴徒化しヒンドゥー教徒と闘争を繰り広げて結果、数千人が犠牲となった（コルカタ虐殺）。その後、西ベンガル地方では両教徒が分離するようになったが、この時ヒンディー教徒の女子児童たちは学校に通うにもバグ・ナクを隠し持って登校したという。

## ビチュワ・バグ・ナク

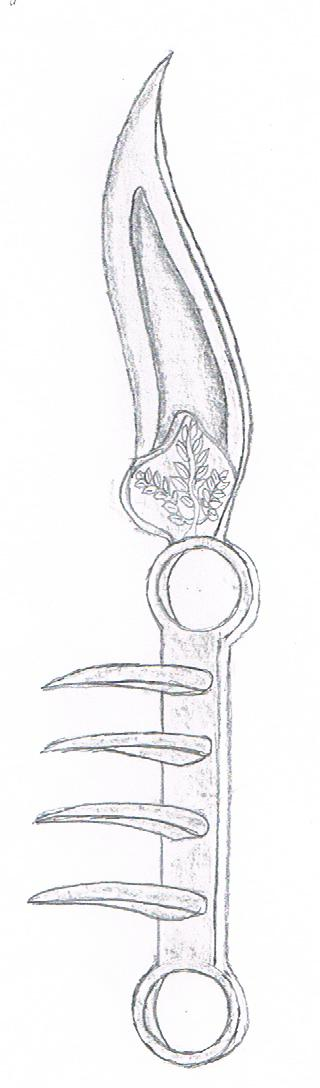
ビチュワ・バグ・ナク

シヴァージーがアフザルにとどめを刺した短剣はビチュワ（「サソリの尾」という意）と呼ばれる牛の角に握り手を付けた武器である。このビチュワとバグ・ナクが合体したビチュワ・バグ・ナクという武器も登場する。外見はバグ・ナクの側面にビチュワを模したナイフが伸びているといった形状である。

## フィクションにおけるバグ・ナク
その特殊な形状から、バグ・ナクは漫画やゲームなどでも登場する。

### 3本爪のバグ・ナク
バグ・ナクには「装着した状態で拳を握ると、指の狭間から鉤爪が飛び出す」といった説明がよくなされる。だが、拳を握った状態だと手の平の内側に収まるバグ・ナクの鉤爪は3本になるのが道理であり、漫画『バキ』最凶死刑囚編で死刑囚・柳龍光が用いたバグ・ナクも3本鉤爪のものである。
現代に再現されたバグ・ナクには、最初から握り拳の状態で使うように設計された3本爪の物ある。そうした現代版バグ・ナクを見て、拳の合間から出た鉤爪を、漫画『キン肉マン』でウォーズマンが使う鉤爪、「ベアークロー」のように使うことを想定してしまうかもしれないが、それでは指の間に爪が隠れている分、武器としての威力は期待できないと推測できる。

### 漫画
『バキ』最凶死刑囚編
前述の通り、死刑囚にて隠し武器を多用する柳龍光が用いた。

### ゲーム
ゲームでは『ファイナルファンタジー』シリーズのように手甲鉤の一種としてバグ・ナクと名称している例もある。
『デビルサマナー ソウルハッカーズ』
本作に限らず、女神転生シリーズにはバグ・ナクを始めインドの武器が複数登場する。
『ファイナルファンタジー』シリーズ
『ファイナルファンタジーXI』や『ファイナルファンタジーXIV』に登場している物は、前述の通り手甲鉤の一種である。
『グランブルーファンタジー』
こちらも手甲鉤の一種である。
テーブルトークRPGではファンタジー物（『アリアンロッドRPG』など）などに格闘用の武器として登場している。